# Guardarraya
Guardarraya es un barrio ubicado en el municipio de Patillas en el estado libre asociado de Puerto Rico. En el Censo de 2010 tenía una población de 1603 habitantes y una densidad poblacional de 102,44 personas por km².

## Geografía
Guardarraya se encuentra ubicado en las coordenadas 17°58′28″N 65°56′9″O / 17.97444, -65.93583. Según la Oficina del Censo de los Estados Unidos, Guardarraya tiene una superficie total de 15.65 km², de la cual 7.82 km² corresponden a tierra firme y (50.05%) 7.83 km² es agua.

## Demografía
Según el censo de 2010, había 1603 personas residiendo en Guardarraya. La densidad de población era de 102,44 hab./km². De los 1603 habitantes, Guardarraya estaba compuesto por el 64.69% blancos, el 17.09% eran afroamericanos, el 1.31% eran amerindios, el 0.06% eran asiáticos, el 12.73% eran de otras razas y el 4.12% pertenecían a dos o más razas. Del total de la población el 99% eran hispanos o latinos de cualquier raza.